# Ермолаев, Василий Петрович
Василий Петрович Ермола́ев (1907—1978) — советский актёр.

## Биография
Актёр Саратовского ТЮЗа (1945—1967), участник Великой Отечественной войны, Заслуженный артист РСФСР (3.11.1963).
Лауреат Государственной премии СССР, актер ТЮЗа с 1945 по 1967 г.

## Роли в театре
- 1946 — «Правда — хорошо, а счастье лучше» А. Н. Островского — Амос Памфилович Барабошев; «Двенадцать месяцев» С. Я. Маршака — Профессор
- 1947 — «Особое задание» С. В. Михалкова — капитан Гаркуша
- 1948, 1952 — «Ревизор» Н. В. Гоголя — Артемий Филиппович Земляника
- 1948 — «Овод» по Э. Л. Войнич — Рикардо; «Товарищи» В. И. Пистоленко — комендант общежития; «Парень из нашего города» К. М. Симонова — Аркадий Бурмин
- 1949 — «Чудесный клад» П. Г. Маляревского — Галсан; «Воробьёвы горы» А. Д. Симукова — Александр Евгеньевич Озеров; «Я хочу домой» С. В. Михалкова — капитан Песков; «Два капитана» по В. А. Каверину — доктор Павлов Иван Иванович; «Призвание» Г. Штейна — лейтенант Семен Волчков
- 1950 — «Семья» И. Ф. Попова — учитель Горский; «Слуга двух господ» К. Гольдони — Панталоне; «Свои люди — сочтёмся» А. Н. Островского — Сысой Псоевич Рисположенский; «Лётчики не умирают» И. В. Штока — Павел Гирявый
- 1951 — «Алёша Пешков» О. Д. Форш и И. А. Груздева — дядя Михаил Васильевич; «Звезда мира» Ц. С. Солодаря — Дюбеф
- 1952 — «Гимназисты» К. А. Тренёва — Сарданапаленко; «Ромео и Джульетта» Шекспира — Капулетти
- 1953 — «Волынщик из Стракониц» Й. К. Тыла — скрипач Канифоль; «Страница жизни» В. С. Розова — Николай Алексеевич Павлов
- 1954, 1959 — «Три сестры» А. П. Чехова — сторож Ферапонт
- 1954 — «Приключения Чиполлино» Дж. Родари — Чеснок; «Два клёна» Е. Л. Шварца — Шарик; «Не называя фамилий» В. Б. Минко — Карпо Карпович
- 1955 — «Настоящий человек» Б. Н. Полевого — Степан Иванович; «Сирано де Бержерак» Э. Ростана — Рагно и Линьер; «В добрый час!» В. С. Розова — Пётр Иванович Аверин
- 1956 — «Горя бояться — счастья не видать» С. Я. Маршака — царь Дормидонт; «Иван Рыбаков» В. М. Гусева — Фомин; «Первая весна» Г. Е. Николаевой — Игнат Игнатович
- 1957 — «Юность отцов» Б. Л. Горбатова — В. И. Ленин; «Ученик дьявола» Б. Шоу — генерал Бэргойн; «Звёздный мальчик» О. Уайльда — 2-й стражник; «Враги» М. Горького — Левшин
- 1958 — «Заводские ребята» И. С. Шура — Кузовкин; «Горящее сердце» И. С. Шура — Генерал
- 1959 — «На улице Уитмена» Мэксин Вуд[англ.] — Эд Тилден

## Награды и премии
- заслуженный артист РСФСР (3.11.1963).
- Сталинская премия третьей степени (1952) — за исполнение роли дяди Михаила в спектакле Саратовского ТЮЗа «Алёша Пешков» О. Д. Форш и И. А. Груздева.